# Дує Чоп
Дує Чоп (хорв. Duje Čop, нар. 1 лютого 1990, Вінковці) — хорватський футболіст, нападник клубу «Рієка».

## Клубна кар'єра
Народився 1 лютого 1990 року в місті Вінковці. Вихованець футбольної школи клубу «Хайдук» (Спліт). Дорослу футбольну кар'єру розпочав 2007 року в основній команді того ж клубу, в якій провів один сезон, взявши участь у 16 матчах чемпіонату.
Протягом 2008—2009 років захищав кольори португальського «Насьонала».
Своєю грою за останню команду знову привернув увагу представників тренерського штабу клубу «Хайдук» (Спліт), до складу якого повернувся 2009 року. Цього разу відіграв за сплітської команди наступні два сезони своєї ігрової кар'єри. У складі «Хайдука» був одним з головних бомбардирів команди, маючи середню результативність на рівні 0,33 голу за гру першості.
Протягом 2011—2012 років захищав кольори команди клубу «Спліт».
До складу клубу «Динамо» (Загреб) приєднався 2012 року. Наразі встиг відіграти за «динамівців» 67 матчів в національному чемпіонаті, в яких зміг 43 рази відзначитися забитими голами.

## Виступи за збірні
У 2006 році дебютував у складі юнацької збірної Хорватії, взяв участь у 9 іграх на юнацькому рівні, відзначившись 2 забитими голами.
Протягом 2009–2010 років залучався до складу молодіжної збірної Хорватії. На молодіжному рівні зіграв у 8 офіційних матчах, забив 1 гол. З 2014 року залучається до лав національної збірної Хорватії.
| Дата       | Місто        | Господарі         | Результат | Гості     | Турнір             | Голи | Примітки    |
| ---------- | ------------ | ----------------- | --------- | --------- | ------------------ | ---- | ----------- |
| 4-9-2014   | Пула         | Хорватія          | 2 – 0     | Кіпр      | товариський матч   | -    | 60'         |
| 12-11-2014 | Лондон       | Аргентина         | 2 – 1     | Хорватія  | товариський матч   | -    | 84'         |
| 10-10-2015 | Загреб       | Хорватія          | 3 – 0     | Болгарія  | Відбір до ЧЄ 2016  | -    | 60' 89'     |
| 27-5-2016  | Копривниця   | Хорватія          | 1 – 0     | Молдова   | товариський матч   | -    | 46'         |
| 21-6-2016  | Бордо        | Хорватія          | 2 – 1     | Іспанія   | ЧЄ 2016 - 1-й етап | -    | 90+2'       |
| 9-10-2016  | Тампере      | Фінляндія         | 0 – 1     | Хорватія  | Відбір до ЧС 2018  | -    | 71'         |
| 12-11-2016 | Загреб       | Хорватія          | 2 – 0     | Ісландія  | Відбір до ЧС 2018  | -    | 90+2'       |
| 15-11-2016 | Белфаст      | Північна Ірландія | 0 – 3     | Хорватія  | товариський матч   | 1    |             |
| 28-3-2017  | Таллінн      | Естонія           | 3 – 0     | Хорватія  | товариський матч   | -    |             |
| 27-5-2017  | Лос-Анджелес | Мексика           | 1 – 2     | Хорватія  | товариський матч   | 1    | 90+2' 90+3' |
| 5-9-2017   | Ескішехір    | Туреччина         | 1 – 0     | Хорватія  | Відбір до ЧС 2018  | -    | 84'         |
| 6-10-2017  | Осієк        | Хорватія          | 1 – 1     | Фінляндія | Відбір до ЧС 2018  | -    | 81'         |
| 27-3-2018  | Арлінгтон    | Мексика           | 0 – 1     | Хорватія  | товариський матч   | -    | 77'         |
| 6-9-2018   | Фару         | Португалія        | 1 – 1     | Хорватія  | товариський матч   | -    | 63'         |
| Усього     |              | Матчів            | 14        |           | Голів              | 2    |             |

## Титули і досягнення
- Чемпіон Хорватії (3):

«Динамо» (Загреб): 2012–13, 2013–14
«Рієка»: 2024–25
- Володар Кубка Хорватії (2):

«Хайдук» (Спліт): 2009–10
«Рієка»: 2024–25
- Володар Суперкубка Хорватії (1):

«Динамо» (Загреб): 2013
- Володар Кубка Бельгії (1):

«Стандард»: 2017–18
- Найкращий бомбардир Чемпіонату Хорватії (1):

«Динамо» (Загреб): 2013–14 (22 голи)